# Chuyện vua Saltan
Truyện sa hoàng Saltan (tiếng Nga: Сказка о Царе Салтане, о сыне его славном и могучем богатыре Князе Гвидоне Салтановиче и о прекрасной царевне лебеди/Truyện sa hoàng Saltan, hay con trai ông - Hoàng tử Gvidon Saltanovich - vị anh hùng trứ danh và hùng mạnh, và nàng công chúa thiên nga xinh đẹp) là một câu chuyện cổ tích bằng thơ của đại thi hào A.S.Pushkin, ra đời năm 1831.

## Khởi thủy
Truyện sa hoàng Saltan, một cổ tích trong thơ của Pushkin, kể về cuộc hôn nhân của Tsar Saltan và sự ra đời của con trai ông, Hoàng tử Gvidon, người, thông qua mưu đồ của dì, trên một hòn đảo sa mạc, gặp một phù thủy - công chúa Swan, với sự giúp đỡ của bà trở thành một chúa mạnh mẽ và đoàn tụ với cha.
Vua Saltan đã nghe lỏm được cuộc trò chuyện của ba chị em và kết hôn với một người hứa sẽ sinh hạ anh hùng trong cuộc trò chuyện. Nữ hoàng đã sinh ra một cậu bé, nhưng các chị em đã quy định nữ hoàng. Các Tsarina và hoàng tử Guidon đã được đặt trong một thùng và ném xuống biển. Cái thùng được ném xuống bờ đảo, trên đó có một trận mưa đá. Hoàng tử cứu thiên nga khỏi diều. Con thiên nga hóa ra là một công chúa xinh đẹp. Gwydon trở thành vua trên hòn đảo này. Ba thương nhân buôn bán đến hòn đảo này ba lần, người, sau khi xem những điều kỳ lạ trên đảo tsarevich trẻ, nói với Tsar Saltan về việc này. Vua Saltan đã đi đến hòn đảo của tsarevich trẻ, với sự ngạc nhiên của mình, ông nhận ra vợ của mình trong công chúa, và trong tsarevich con trai của mình. Niềm vui của cuộc họp đã giúp anh tha thứ cho các chị em ghen tỵ.

## Nội dung
Ba chị em mơ ước trở thành nữ hoàng. Ngồi ở bánh xe quay, họ nói về những gì họ sẽ làm nếu cô đột nhiên trở thành nữ hoàng. Người đầu tiên - hứa sẽ làm cho một bữa tiệc cho cả thế giới, thứ hai - để dệt vải, và thứ ba - cho cha-vua "để sinh ra người anh hùng. Vào lúc đó, Tsar Saltan bước vào chiếc hộp đèn, người đã nghe lỏm được cuộc trò chuyện của hai chị em dưới cửa sổ. Anh ta đề nghị em gái thứ ba của mình một cuộc hôn nhân, người thứ hai - trở thành thợ dệt tại tòa án, và là người đầu tiên - nơi nấu ăn trong cung điện.
Khi tsar đi đến chiến tranh với vùng đất xa xôi, tsarina sinh ra một đứa con trai - hoàng tử của Gvidon. Nhưng các chị em ghen tị viết cho Tsar rằng vợ của anh ta mang cho anh ta "một con vật không rõ" và mặc dù nhà vua ra lệnh chờ cho đến khi trở về, dưới một bức thư giả với mệnh lệnh, các chị em với nữ hoàng và trẻ sơ sinh được đặt trong một thùng và ném xuống biển.
Barrel cất cánh trên một hòn đảo không có người ở, và Guidon ra khỏi nó đã là một cậu bé trưởng thành. Để nuôi mẹ, anh ta làm một cây cung và mũi tên và đi ra biển để săn lùng. Ở đó, anh cứu một con thiên nga trắng từ một chiếc diều, và cô hứa sẽ trả nợ anh. Trên một hòn đảo trống, một thành phố xuất hiện, được điều hành bởi Guidon.
Thương nhân đi thuyền qua hòn đảo và chiêm ngưỡng vẻ đẹp của thành phố. Khi đến vương quốc Saltan, họ nói với anh ta về một thành phố tuyệt vời và mời anh ta thay mặt cho Hoàng tử Gwydon đến thăm. Bản thân hoàng tử, đã quay lại (với sự giúp đỡ của một con thiên nga) thành một con muỗi, đi thuyền với những người buôn bán với cha mình và lắng nghe cuộc trò chuyện này. Nhưng một trong những chị em ghen tị, một đầu bếp, nói với Saltan về một phép lạ mới của thế giới: một con sóc ca hát sống dưới một vân sam và hạt gặm nhấm với ngọc lục bảo và vỏ vàng. Nghe về phép màu mới, nhà vua từ chối đi đến Guidon. Đối với muỗi này đốt nấu ăn trong mắt phải. Gvidon nói với những con thiên nga về con sóc, và cô đưa cô đến thành phố của mình. Đối với con sóc, hoàng tử xây dựng một ngôi nhà pha lê.
Lần tới các thương gia nói với Saltan về con sóc và đưa ra lời mời mới từ Gwydon. Các Tsarevich, trong các hình thức của một con ruồi, cũng lắng nghe cuộc trò chuyện này. Weaver nói về 33 anh hùng nổi lên từ biển, dẫn đầu bởi Bác Chernomor. Saltan, nghe về phép màu mới, một lần nữa từ chối đi du lịch, trong đó con ruồi giơ cái thợ dệt ở mắt trái. Hoàng tử Gvidon nói với thiên nga khoảng 33 anh hùng, và họ xuất hiện trên đảo.
Và một lần nữa các thương gia nói với Saltan về những phép lạ và đưa ra lời mời mới. Gvidon trong hình ảnh của một bumblebee nghe trộm. Sviya Baba Babarha kể về một nàng công chúa lu mờ "ánh sáng ban ngày", với một tháng dưới lưỡi hái và một ngôi sao đang cháy trên trán cô. Saltan, nghe về phép lạ mới, lần thứ ba từ chối đi du lịch. Đối với điều này, ong đốt Babaryha trong mũi, hối hận mắt cô.
Sau khi trở về, Gwydon nói với những con thiên nga về công chúa xinh đẹp và nói rằng cô muốn cưới cô ấy. Cô lại đáp ứng mong muốn của Gwydon, bởi vì công chúa với ngôi sao trên trán là chính cô. Kết quả là, Vua Saltan đang trên đường đến đảo Buyan. Khi đến nơi, anh ta nhận ra vợ mình trong sóng thần, và trong hoàng tử trẻ với công chúa - con trai và con dâu của anh ta. Trong niềm vui, anh tha thứ cho các chị em xấu xa và một đống. Một bữa tiệc vui vẻ cho cả thế giới được sắp xếp, và mọi người sống hạnh phúc và phong phú.

### Nhân vật
- Vua Saltan
- Hoàng hậu và hai người chị độc ác
- Hoàng tử Gvidon Saltanovich: Con trai của Saltan
- Công chúa thiên nga
- Các lái buôn
- Con sóc biết hát
- Các tráng sĩ khổng lồ

## Chuyển thể
Câu chuyện đã được dàn dựng thành nhiều loại hình nghệ thuật khác nhau, như: hội họa, kịch, truyện tranh, phim truyện, phim hoạt hình...
- 1900: Truyện sa hoàng Saltan - vở opera của Nikolai Rimsky-Korsakov.
- 1943: Truyện sa hoàng Saltan - phim hoạt hình của chị em nhà Brumberg.
- 1966: Truyện sa hoàng Saltan - phim của Aleksandr Ptushko.
- 1984: Truyện sa hoàng Saltan - phim hoạt hình của Ivan Ivanov-Vano và Lev Milchin.

## Cước chú
1. ↑  Văn bản tác phẩm (tiếng Nga)

Vua Saltan bên cửa sổ (Tranh minh họa của Ivan Bilibin - 1905)Vua Saltan bên cửa sổ (Tranh minh họa của Ivan Bilibin - 1905)
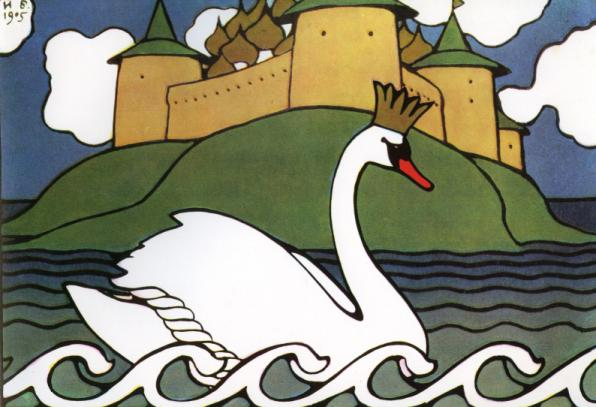
Công chúa thiên nga (Tranh minh họa của Ivan Bilibin - 1905)
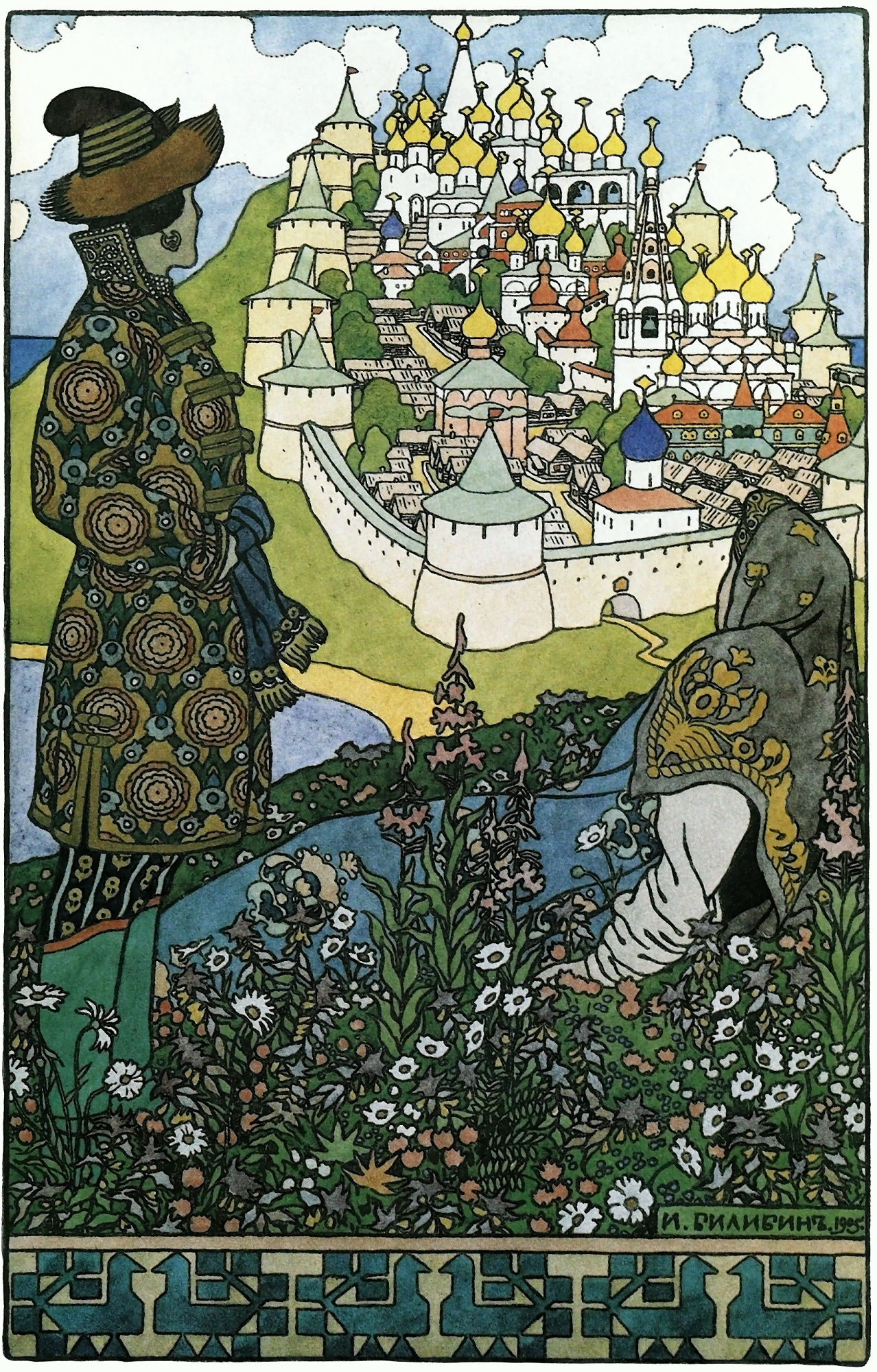
Đảo Buyan (Tranh minh họa của Ivan Bilibin - 1905)
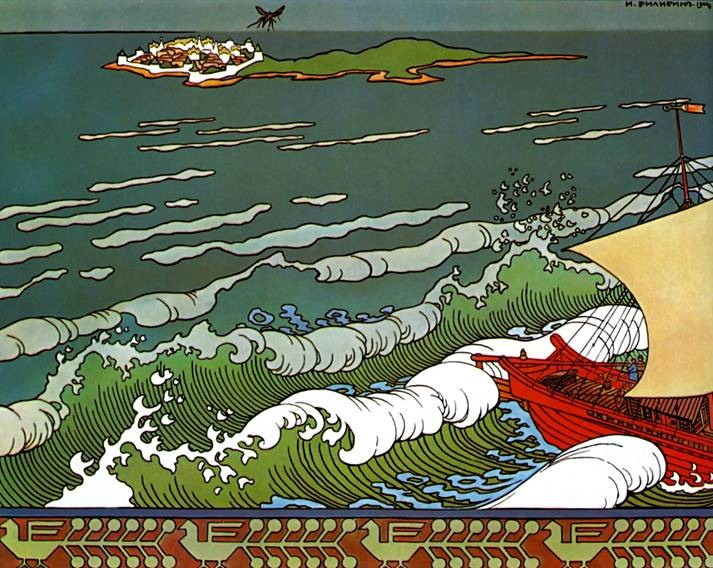
Flight of the mosquito (Tranh minh họa của Ivan Bilibin - 1905)
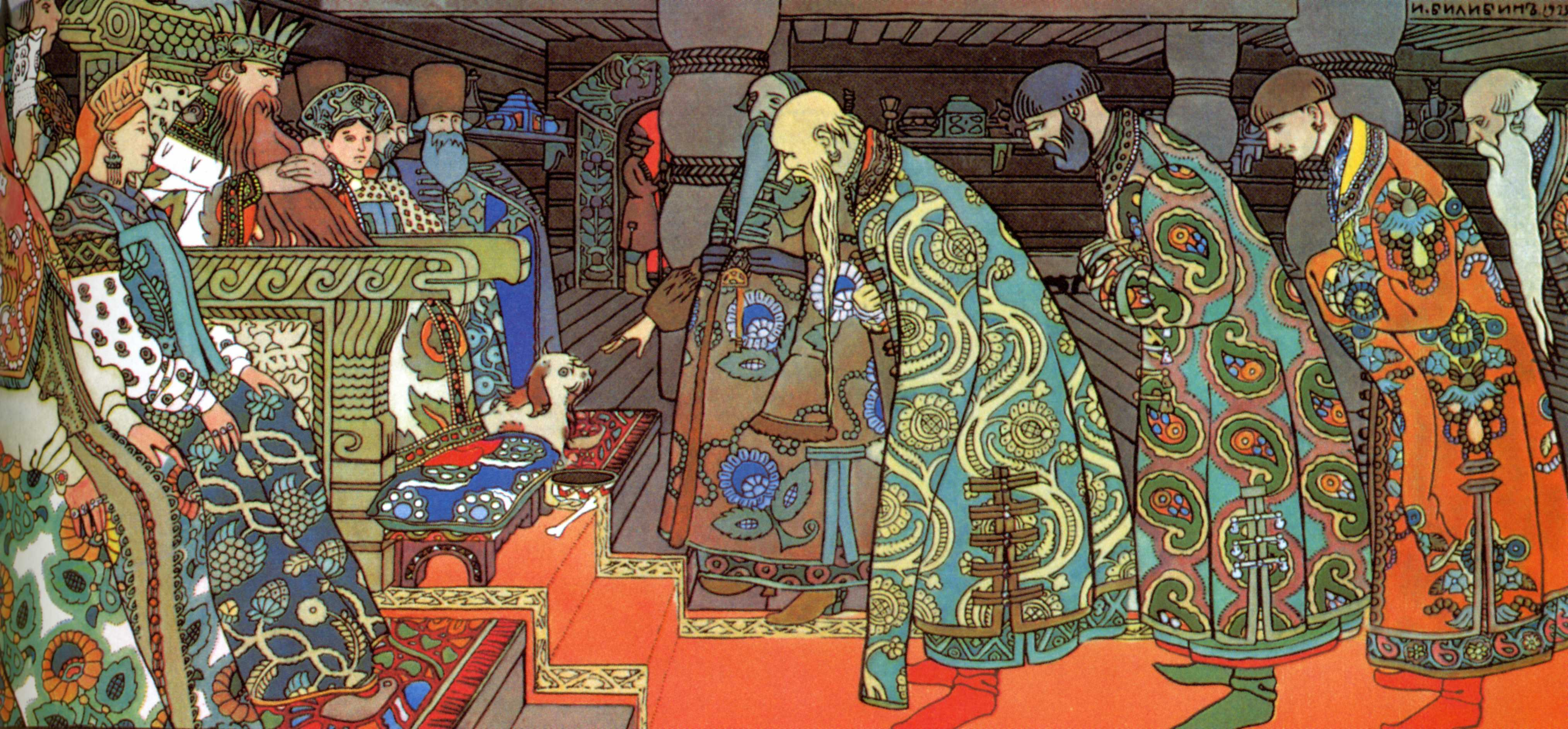
Các lái buôn đến yết kiến vua Saltan (Tranh minh họa của Ivan Bilibin - 1905)